# Aland-Elbe-Niederung
Koordinaten: 53° 0′ 20″ N, 11° 37′ 14″ O
Die Aland-Elbe-Niederung ist ein Naturschutzgebiet in der Stadt Seehausen (Altmark) und den Gemeinden Aland, Altmärkische Wische und Zehrental im Landkreis Stendal in Sachsen-Anhalt.

## Allgemeines

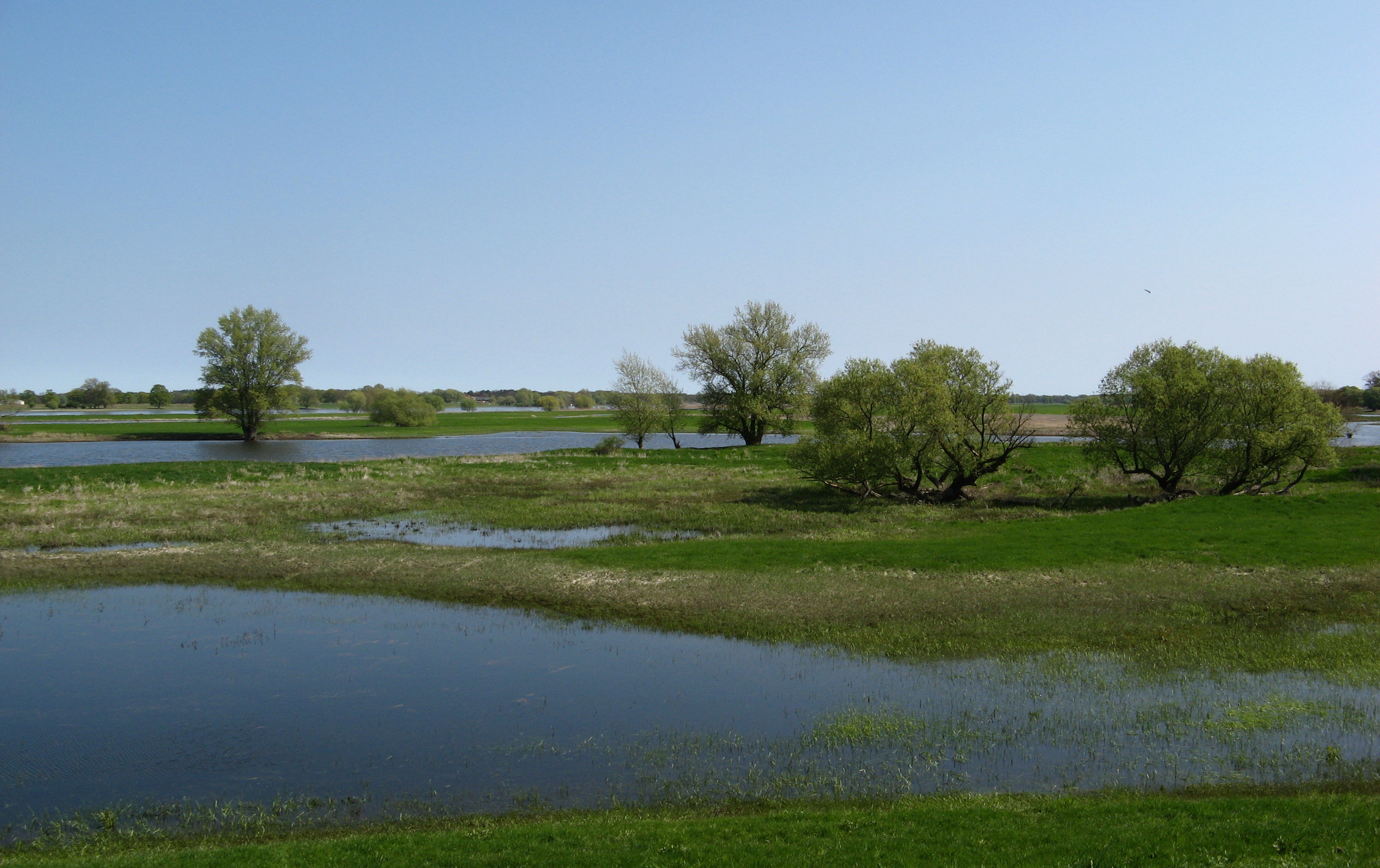
Frühjahrshochwasser im Naturschutzgebiet „Aland-Elbe-Niederung“

Das Naturschutzgebiet mit dem Kennzeichen NSG 0388 ist rund 6009 Hektar groß. In ihm sind die bisherigen Naturschutzgebiete „Garbe-Alandniederung“ und „Elbaue Beuster-Wahrenberg“ aufgegangen. Das 2919 Hektar große FFH-Gebiet „Elbaue Beuster-Wahrenberg“ und das 2573 Hektar große FFH-Gebiet „Aland-Elbe-Niederung nördlich Seehausen“ sowie das 5123 Hektar große EU-Vogelschutzgebiet „Aland-Elbe-Niederung“ sind größtenteils Bestandteil des Naturschutzgebietes. Das Naturschutzgebiet grenzt größtenteils an das Landschaftsschutzgebiet „Aland-Elbe-Niederung“. Auf brandenburgischer Seite schließen sich die Naturschutzgebiete „Elbdeichvorland“ und „Wittenberge-Rühstädter Elbniederung“ an. Das Gebiet steht seit dem 16. Juni 2009 unter Schutz. Zuständige untere Naturschutzbehörde ist der Landkreis Stendal.

## Beschreibung

### Lage
Das Naturschutzgebiet liegt in der Niederung von Elbe und Aland im Biosphärenreservat Mittelelbe. Es erstreckt sich entlang der in großen Schleifen verlaufenden Elbe zwischen der Landesgrenze zu Niedersachsen bei Elbkilometer 473 und dem Elbdeich bei Elbkilometer 431 nordwestlich von Werben (Elbe) bzw. der Aland von der Mündung in die Elbe bis in den Nordosten von Seehausen (Altmark) und stellt in diesem Bereich die Flussläufe der Elbe in Sachsen-Anhalt bzw. der Aland mit den angrenzenden Niederungsbereichen unter Schutz. Große Teile des Naturschutzgebietes unterliegen der natürlichen Dynamik der Flüsse und werden bei Hochwasser überflutet.
Das Naturschutzgebiet wird von ausgedehnten Grünlandkomplexen mittlerer bis feuchter Standorte sowie Weich- und Hartholzauresten geprägt. Es wird von einer Vielzahl von Altwassern, Flutrinnen und feuchten Senken durchzogen. Vereinzelt sind Binnendünen zu finden. Das Grünland wird überwiegend intensiv genutzt. In geringerem Umfang gibt es auch extensiv beweidete Flächen. Von landesweiter Bedeutung sind großflächige Brenndolden-Auenwiesen.

### Flora

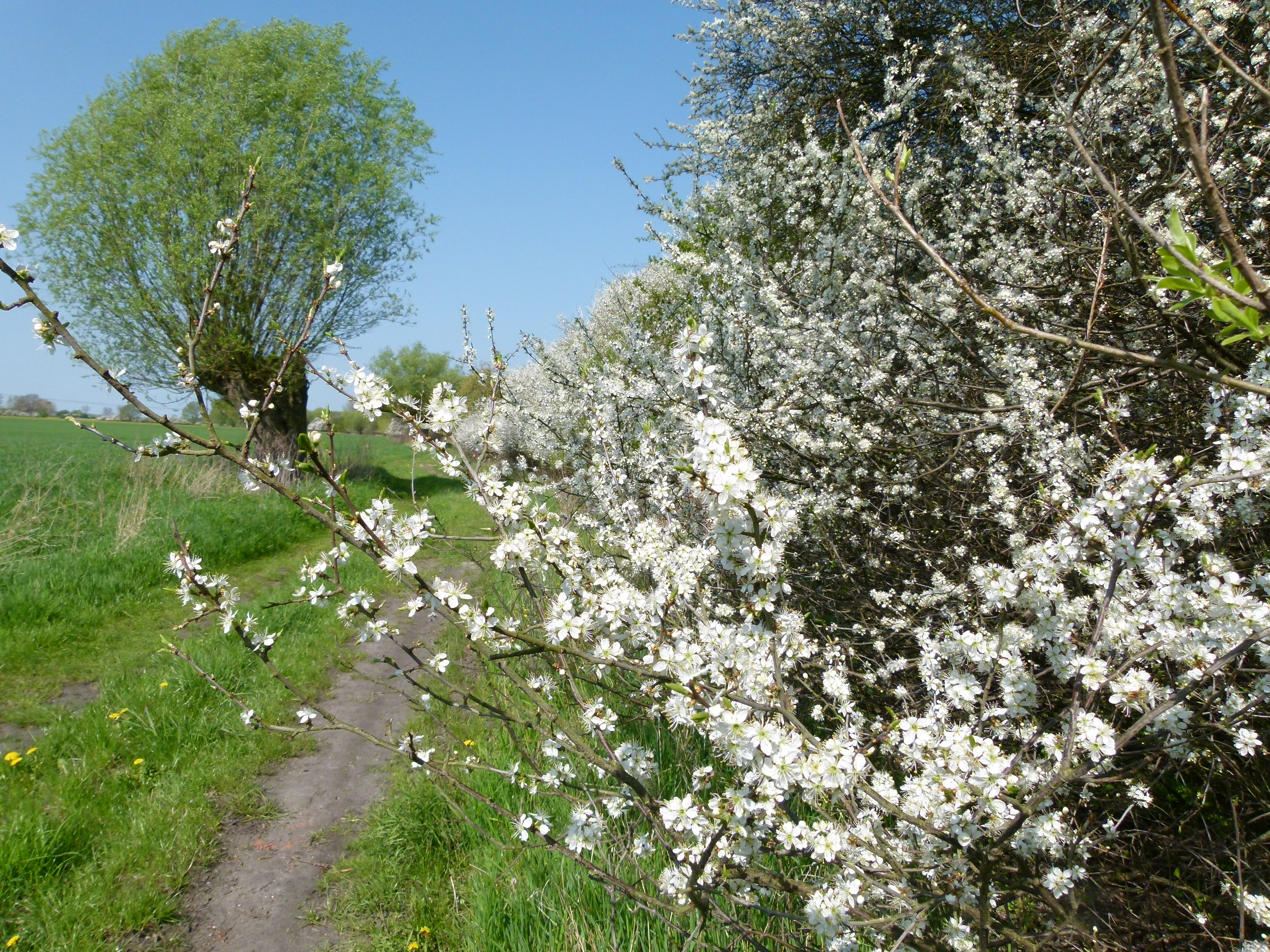
Kopfweide und blühende Hecke

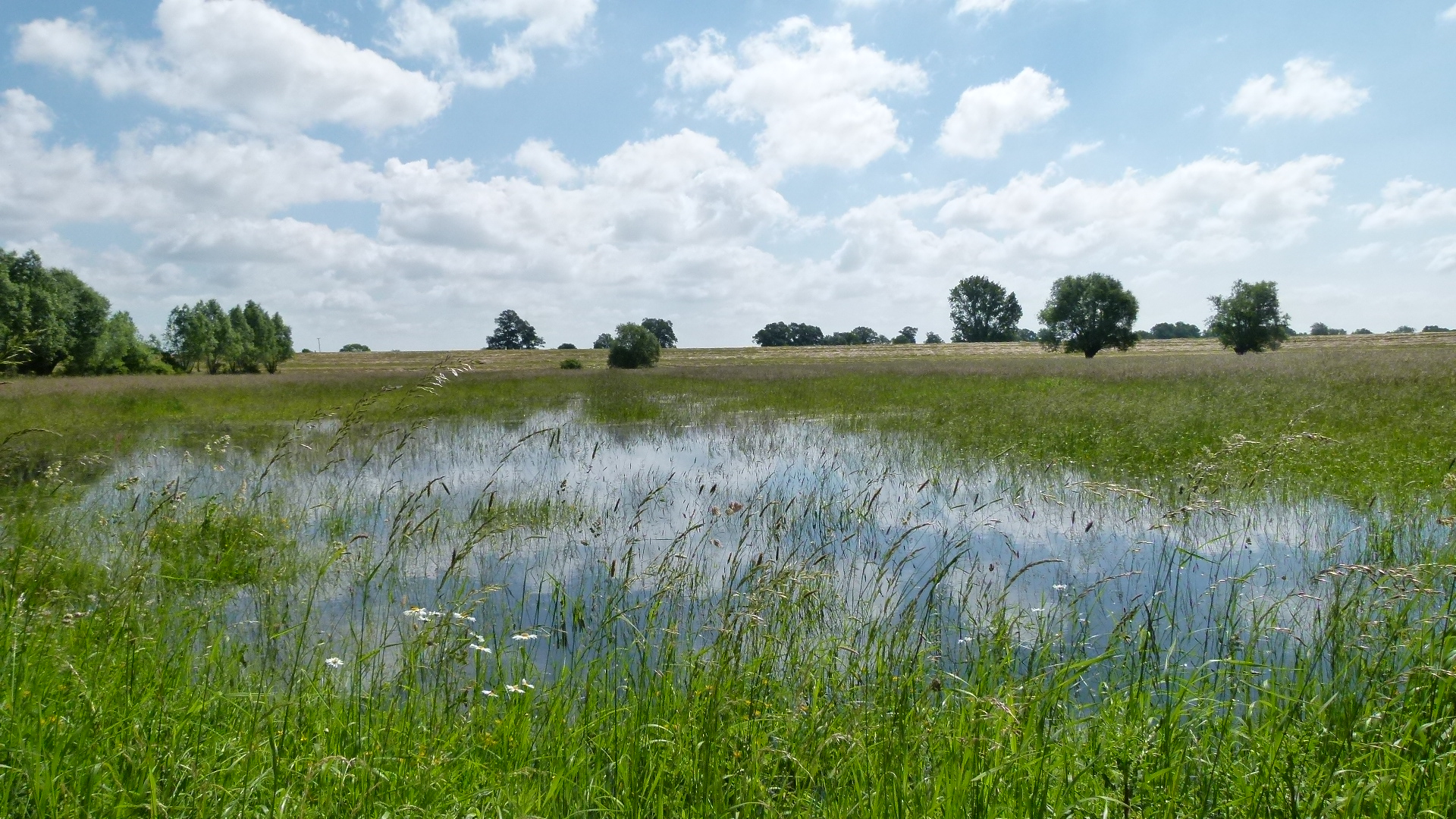
Wiese (Sommerhochwasser 2013)

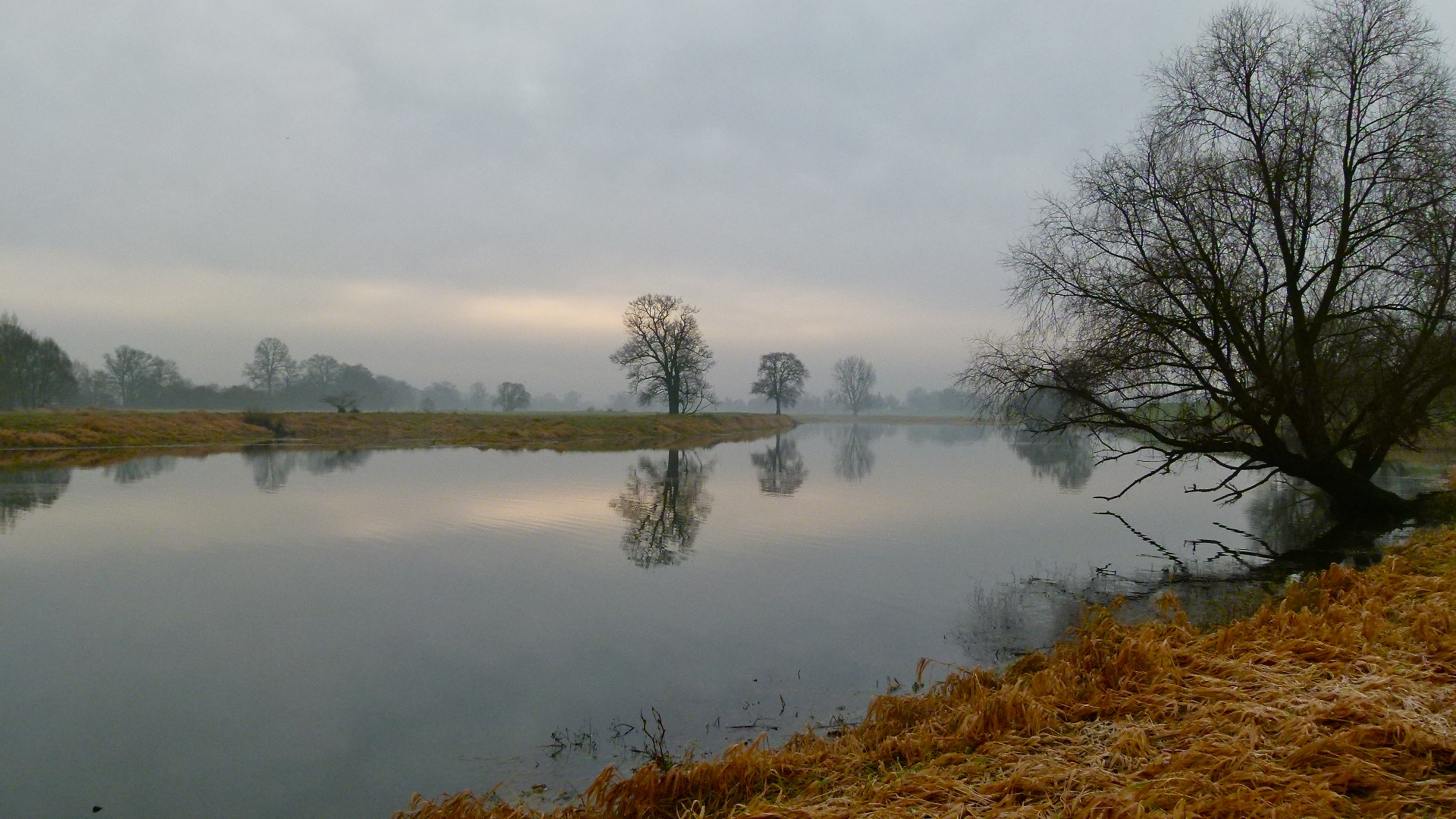
Winter

Die Hartholzauen werden in erster Linie von Stieleiche, Feldulme, Flatterulme, Gemeiner Esche und Schmalblättriger Esche gebildet. Daneben sind Hainbuche, Waldkiefer, Fichte und Espe zu finden, die allerdings forstlich eingebracht wurden. Die Strauchschicht wird u. a. von Zweigriffeligem Weißdorn, Schwarzer Johannisbeere, Purgierkreuzdorn, Gewöhnlichem Schneeball sowie Hopfen und Zaunwinde gebildet. In der Hohen Garbe, einer Elbschleife im Nordwesten des Naturschutzgebietes an der Landesgrenze zu Niedersachsen, hat sich durch die Lage an der ehemaligen innerdeutschen Grenze eine der größten und wichtigsten Hartholzauen in diesem Abschnitt der Elbe unterhalb Magdeburgs erhalten. Der Auwald verfügt über einen hohen Anteil an Alt- und Totholz. Der Auwald auf der Hohen Garbe ist durch einen Deich teilweise von der natürlichen Flussdynamik abgeschnitten, der jedoch zurückgebaut werden soll, damit sich der Auwald wieder natürlich entwickeln kann. Gleichzeitig entsteht so zusätzliche Retentionsfläche, die bei Hochwasserereignissen der Elbe Wasser aufnehmen kann.
Im Bereich des Aland sind insbesondere bei Wanzer Weichholzauen zwischen den beiden Deichlinien zu finden. Die Weichholzauen werden von Silber-, Bruch-, Mandel- und Korbweide sowie Schwarzpappel gebildet. Weitere Weichholzauen sind im Bereich der Gleithänge der Aland und an Altarmen im gesamten Naturschutzgebiet zu finden. Im Bereich von verlandenden Altarmen herrschen vielfach Röhrichtzonen mit Igelkolben und Teichbinsen vor.
Die Ufer des Alands wird von Röhrichten mit Rohrglanzgras und Wasserschwaden sowie Großseggenriedern mit Steifsegge, Sumpfsegge und Ufersegge begleitet. In feuchten Senken wachsen u. a. Sumpfkresse, Wasserpferdesaat, Kalmus, Breitblättriger Merk und Schwanenblume. Die Elbufer werden von Uferfluren mit Spitzkletten sowie Strandsimsenriede begleitet.
Im Westen des Naturschutzgebietes an der Landesgrenze zu Niedersachsen befindet sich der Stresower See. Dieser verfügt über eine gut ausgeprägte Verlandungsvegetation von Schilfrohr, Schmalblättrigem Rohrkolben und Teichsimsen gebildeten Röhrichten, Schlankseggenrieden und Krebsscherengesellschaften.

### Fauna
Das Naturschutzgebiet ist Lebensraum einer artenreichen Fauna. Eine besondere Bedeutung hat es als Nahrungs-, Brut-, Rast- und Überwinterungsgebiet für zahlreiche Brut- und Zugvögel, darunter insbesondere auch Wat- und Wasservögel. Hier kommen verschiedene Greifvögel vor, darunter Seeadler, Fischadler, Schreiadler, Merlin, Rotmilan, Schwarzmilan, Rohrweihe, Wiesenweihe, Kornweihe, Wespenbussard, Raufußbussard und Eulen wie die Sumpfohreule. Weiterhin sind Kranich, Schwarzstorch, Weißstorch, Graureiher, Rohrdommel und Zwergdommel heimisch oder nutzen das Gebiet als Nahrungs- und Rastgebiet. Die ausgedehnten Grünlandbereiche sind Lebensraum für zahlreiche Watvögel, darunter Großer Brachvogel, Rotschenkel, Uferschnepfe, Bekassine, Kiebitz, Bruchwasserläufer, Flussuferläufer, Kampfläufer sowie Fluss- und Goldregenpfeifer. Weiterhin bietet das Naturschutzgebiet Rallen wie Kleines Sumpfhuhn, Tüpfelsumpfhuhn, Blässhuhn und Wachtelkönig sowie zahlreichen Wasservögeln wie Knäkente, Löffelente, Moorente, Schnatterente und Spießente, Zwerg- und Gänsesäger, Rothalstaucher, Brandgans, Blässgans, Graugans, Waldsaatgans, Weißwangengans, Singschwan und Zwergschwan einen geeigneten Lebensraum. Auch Fluss- und Trauerseeschwalbe sowie der Eisvogel sind im Naturschutzgebiet heimisch. Schließlich leben hier zahlreiche Singvögel, darunter Neuntöter, Raubwürger, Ortolan, Sperbergrasmücke, Beutelmeise, Drosselrohrsänger, Schilfrohrsänger, Schafstelze, Heidelerche, Braunkehlchen und Wiesenpieper. Die Auwaldbereiche mit ihren Alt- und Totholzbeständen sind Lebensraum von Mittel- und Schwarzspecht sowie Hohltaube.
Die Flussläufe und Altarme bieten verschiedenen Fischen Lebensraum, darunter Meerneunauge, Flussneunauge, Lachs, Rapfen, Bitterling, Schlammpeitzger und Steinbeißer. Weiterhin ist das Naturschutzgebiet Lebensraum für zahlreiche Amphibien und Reptilien, darunter Kammmolch, Rotbauchunke, Knoblauchkröte, Wechselkröte, Kreuzkröte, Moorfrosch, Kleiner Wasserfrosch, Laubfrosch und Zauneidechse, verschiedene Fledermäuse, darunter Teichfledermaus, Wasserfledermaus, Großes Mausohr, Großer und Kleiner Abendsegler, Große Bartfledermaus, Rauhautfledermaus, Fransenfledermaus, Braunes Langohr und Breitflügelfledermaus sowie zahlreiche Insekten, darunter Heuschrecken, beispielsweise Sumpfschrecke und Zweifarbige Beißschrecke, Schmetterlinge, darunter Schwalbenschwanz und Trauermantel und Libellen wie Südliche Mosaikjungfer und Südliche Binsenjungfer. Die Grüne Mosaikjungfer lebt am Stresower See. Die Buhnenfelder der Elbe werden von der Asiatischen Keiljungfer besiedelt. Das Vorkommen dieser Libellenart ist von besonderer Bedeutung für eine mögliche Wiederbesiedelung der großen westdeutschen und westeuropäischen Flüsse. Das Naturschutzgebiet ist von besonderer Bedeutung als Lebensraum von Biber und Fischotter.

### Sonstiges

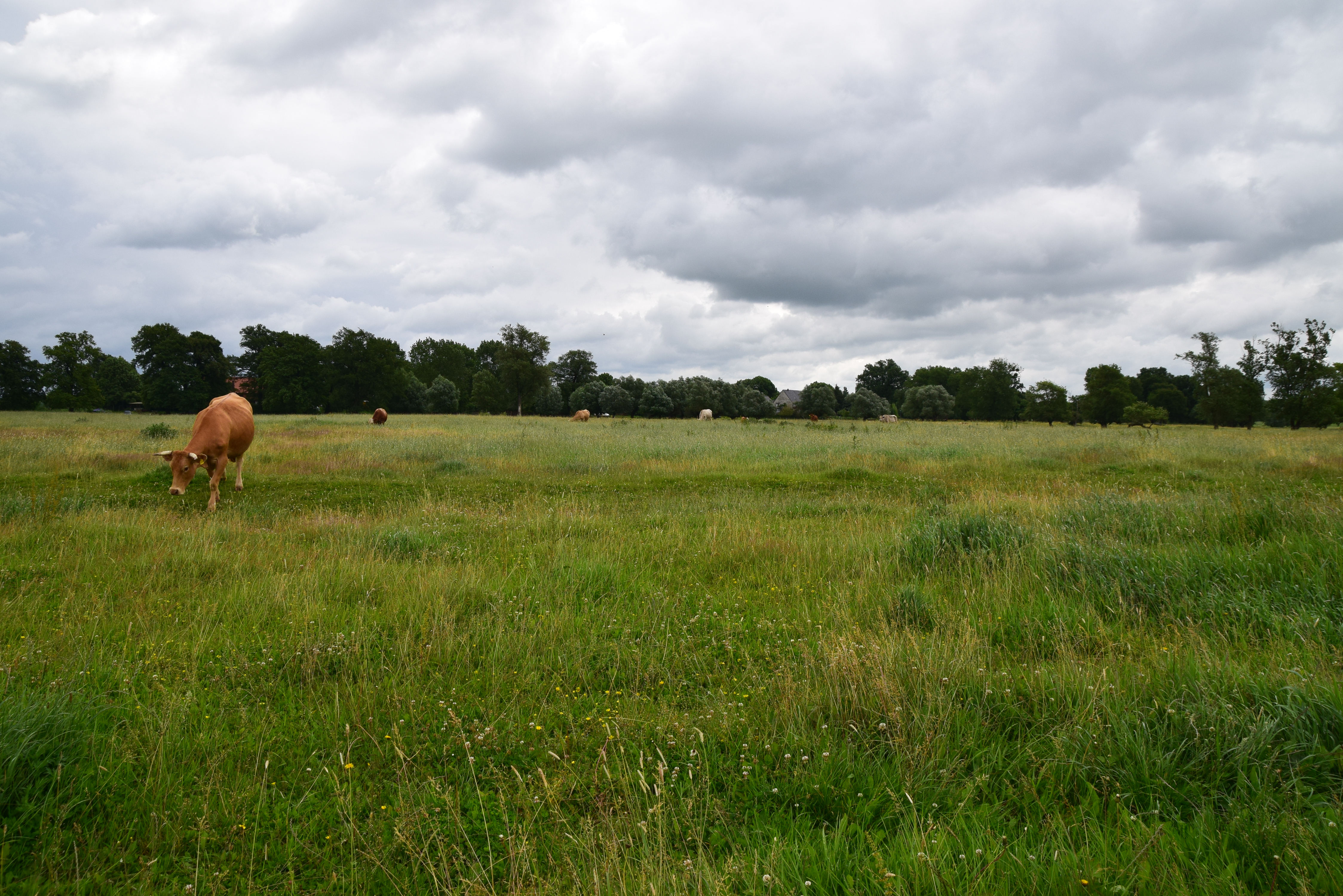
Rinder in den Elbwiesen

Das Naturschutzgebiet grenzt überwiegend an landwirtschaftliche Nutzflächen. Zwischen Seehausen und Wittenberge quert die Bundesstraße 189 Teile des Naturschutzgebietes. In diesem Bereich ist der Bau der Bundesautobahn 14 geplant.